# Oleśniczka (Chodzież)
Oleśniczka – część miasta Chodzieży, położona w zachodniej części miasta, wzdłuż ulicy Ujskiej.
W związku z reformą administracyjną kraju jesienią 1954 odłączona od Oleśnicy i włączona do Chodzieży.